# Yannick N'Gog
Pour les articles homonymes, voir N'Gog.
Pas d'image ? Cliquez ici

a Compétitions nationales et continentales officielles uniquement.

b Matchs officiels uniquement.
Dernière mise à jour le 26 septembre 2018.
Yannick Ngog, né le 21 mai 1982 à Bourg-la-Reine (Hauts-de-Seine), est un joueur français de rugby à XV et à sept qui joue au poste d'ailier.

## Palmarès
- Équipe de France -19 ans : vice-champion du monde 2001 au Chili, face à la Nouvelle-Zélande (remplace Clément Poitrenaud à la 63°)
- Équipe de France Universitaire : champion du monde universitaire de rugby à sept 2004 en Chine